# De luchtzwemmers
De luchtzwemmers is het 81ste stripverhaal van Jommeke. De reeks wordt getekend door striptekenaar Jef Nys.

## Verhaal
Op een dag vindt professor Gobelijn iets uit waardoor de mensen kunnen zwemmen in de lucht. Hij heeft een doosje gemaakt waarmee men kan vliegen. Later maakt hij ook vliegpillen. Deze uitvinding doen Jommeke en Flip bij de bakker in het deeg en bij de brouwer in het bier waardoor iedereen in Zonnedorp kan vliegen. Flip geeft alle dieren van de dierentuin een vliegpil. Intussen heeft de professor een poeder gemaakt dat de werking van de vliegpillen ongedaan maakt. Jommeke en Flip geven het aan de vliegende dieren. De professor wil alle mensen laten vliegen. Hij gebruikt echter het poeder waardoor de mensen niet meer kunnen vliegen. Ten slotte wil de professor opnieuw vliegpillen maken. De formule werd echter opgegeten door muizen.